# York Factory Express

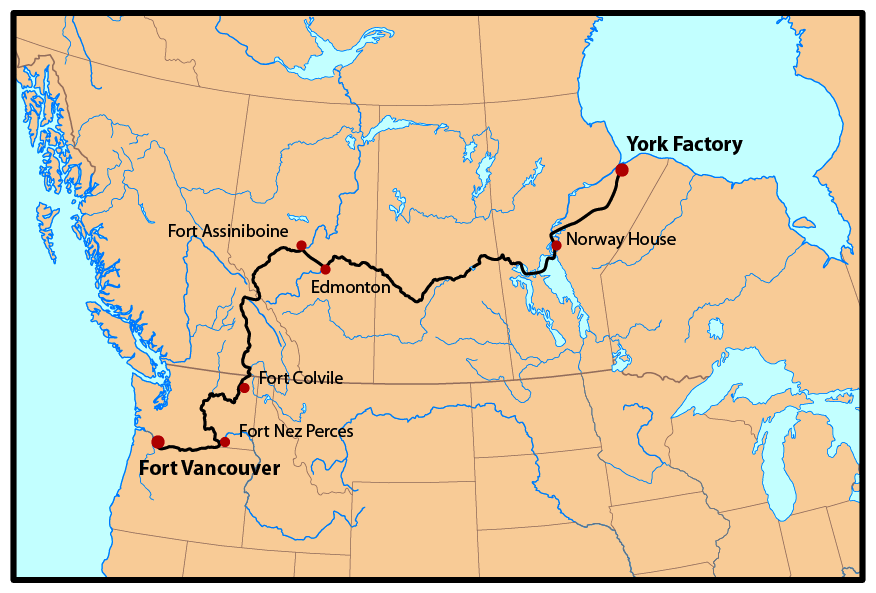
Der York Factory Express der 1820er bis 1840er Jahre mit den heutigen politischen Grenzen

Der York Factory Express, gewöhnlich the Express, Columbia Express oder auch the Communication (die Verbindung) genannt, war eine etwa 4200 km lange Versorgungsroute der Hudson’s Bay Company (HBC) zwischen deren Hauptsitz in York Factory an der Hudson Bay und ihrer Niederlassung in Fort Vancouver am Columbia River.
Die Route wurde „Express“ genannt, da sie nicht zu Handelszwecken genutzt wurde, sondern zum schnellen Transport von Nachrichten und Personal. In Richtung Osten war die Strecke als York Factory Express bekannt, in Richtung Westen als Columbia Express. In beiden Fällen wurde die gleiche Route verwendet.
Vorräte und Handelswaren für den Columbia District wurden jedes Jahr per Schiff um Südamerika herum von Großbritannien nach Fort Vancouver gebracht, nicht auf dem Landweg über den York Factory Express. Die durch Handel und Fang erworbenen Pelze wurden auf den Versorgungsschiffen zurückgeschickt und in London auf einem jährlichen Pelzmarkt verkauft.

## Geschichte

### North West Company
Der York Factory Express entwickelte sich aus einer früheren Route der britischen North West Company (NWC). Während des Britisch-Amerikanischen Krieges von 1812 stritten die NWC und ihr US-amerikanischer Konkurrent, die Pacific Fur Company (PFC), um die kommerzielle Nutzung des Gebiets am Columbia River. An der Mündung des Columbia River befand sich der regionale Stützpunkt der PFC, Fort Astoria, gegründet 1811 und benannt nach dem Haupteigentümer Johann Jakob Astor. 1813 wurde Fort Astoria an die NWC verkauft, und die PFC löste sich auf. Die NWC benannte Fort Astoria in Fort George um und entwickelte von dort aus eine Überlandversorgungsroute zu ihrem Binnendepot in Fort William am Oberen See. In den folgenden Jahren baute die NWC ihre Aktivitäten im pazifischen Nordwesten weiter aus. Scharmützel mit ihrem größten Konkurrenten, der HBC, waren bereits im Pemmikan-Krieg entbrannt. Der Konflikt endete 1821, als die britische Regierung die NWC unter Druck setzte, mit der HBC zu fusionieren.

### Hudson’s Bay Company

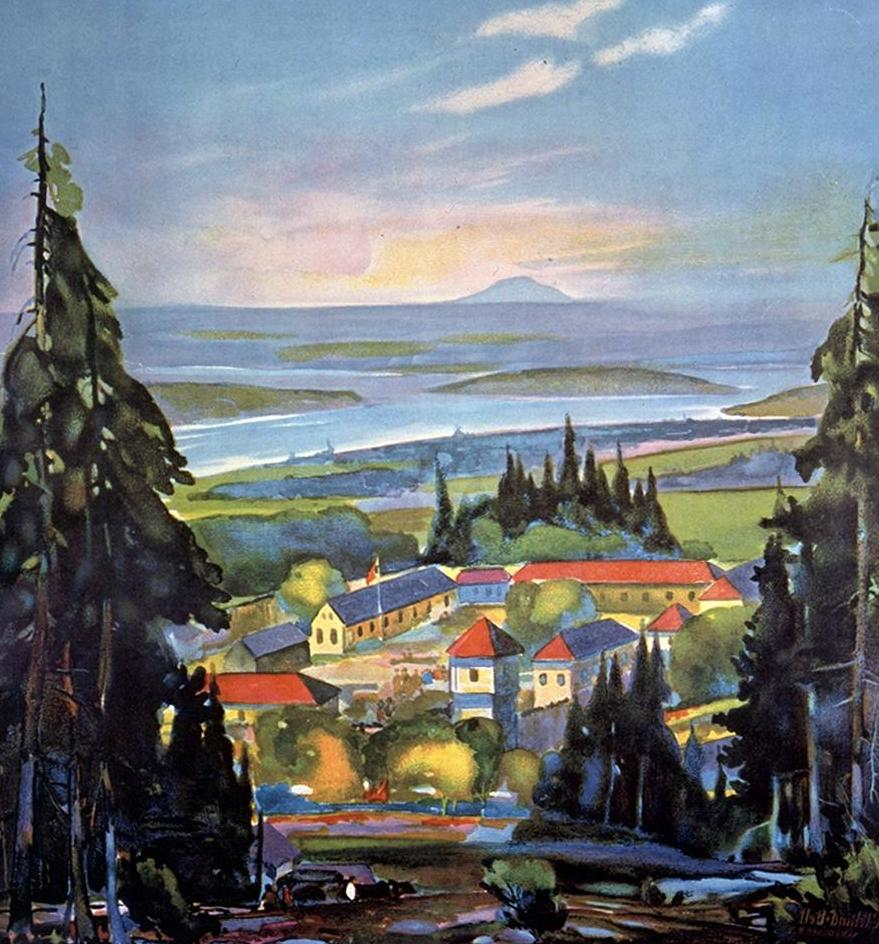
Fort Vancouver nahe der Mündung des Columbia River, 1825

George Simpson, der Gouverneur der HBC, besuchte 1824–25 den Columbia District und reiste von York Factory aus an. Mit der Hilfe von John Rowand, dem Kommissionär in Fort Edmonton, erforschte Simpson eine schnellere Route als die benutzte, indem er dem Saskatchewan River folgte und die Rocky Mountains am Athabasca Pass überquerte. Diese Route war vielen NWC-Mitarbeitern bekannt, doch nach der Fusion weigerten sie sich, ihr Wissen mit der HBC zu teilen. Erst als Rowand Simpson auf der Strecke nach Fort Assiniboine um fast einen Monat schlug und Simpson damit drohte, Fort Edmonton zu schließen, informierte Rowand Simpson über diese Route, die danach die Route des York Factory Express wurde.

## Funktionsweise
Der York Factory Express wurde von sogenannten Brigaden bewältigt. Jede Brigade bestand aus etwa 40 bis 75 Mann sowie zwei bis fünf speziell angefertigten Booten (sogenannte Yorkboote) und fuhr mit halsbrecherischer Geschwindigkeit. An im Wasser nicht passierbaren Stellen wurden die Boote getragen, wozu oft ansässige Angehörige der First Nations angeheuert wurden. Die gesamte Strecke wurde nach einem Bericht von 1839 in drei Monaten und zehn Tagen zurückgelegt, was einer Tagesleistung von etwa 42 km entspricht.
Ab 1825 gab es normalerweise zwei Brigaden, die jeweils von den entgegengesetzten Enden der Route aus aufbrachen, Fort Vancouver am Columbia River und York Factory an der Hudson Bay. Das jährliche Schiff aus Großbritannien traf in der Regel in der ersten Augustwoche in York Factory ein, wonach die Brigade Richtung Fort Vancouver in der zweiten Augustwoche aufbrach, um den Posten entlang der Strecke Post und Bestellungen auszuliefern. Die in York Factory gesammelten Felle wurden dann auf das Schiff geladen, das in der zweiten oder dritten Septemberwoche nach Großbritannien zurückkehrte. Die Rückreise der Brigade nach York Factory fand dann im folgenden Frühjahr statt.
Dieses Verfahren wurde bis 1846 aufrechterhalten, als der Oregon-Kompromiss mit den Vereinigten Staaten unterzeichnet wurde. Ländereien südlich des 49. nördlichen Breitengrades wurden in diesem Vertrag den Vereinigten Staaten zugesprochen. Damit lagen Fort Vancouver und mehrere andere wichtige HBC-Stationen auf US-amerikanischem Gebiet. Das Hauptquartier des Columbia District wurde nach Fort Victoria auf Vancouver Island verlegt.

## Streckenverlauf
Von Westen nach Osten, von Fort Vancouver nach York Factory, verlief die Expressroute zunächst den Columbia River hinauf, vorbei an Fort Nez Percé, Fort Okanogan und Fort Colvile nach Boat Encampment (heute vom Kinbasket Lake überflutet), dann den Wood River und seinen Nebenfluss Pacific Creek hinauf zum Karsee namens Committee’s Punch Bowl auf dem Gipfel des Athabasca Pass. Weiter ging es den Whirlpool River und den Athabasca River hinunter nach Jasper House und Fort Assiniboine, dann über Land 130 km entlang des Athabasca Landing Trail nach Fort Edmonton, dann den North Saskatchewan River und den Saskatchewan River hinunter zum Winnipegsee und über Norway House am Nelson River. Schließlich fuhr die Brigade den Hayes River hinunter nach York Factory an der Hudson Bay.